# زوات شرق
زوات شرق، روستایی است از توابع بخش مرکزی شهرستان چالوس در استان مازندران ایران.

## جمعیت
این روستا در دهستان کلارستاق شرقی قرار دارد و براساس سرشماری مرکز آمار ایران در سال ۱۳۸۵، جمعیت آن ۱۲۲۵ نفر (۳۰۵خانوار) بوده‌است. مردم زوات از قومیت طبری هستند. مردم زوات به زبان طبری با گویش چالوسی سخن می‌گویند.